# Angelo Maccagnino
Angelo Maccagnino (anche Maccagnini) (Siena, ... – Ferrara, 5 agosto 1456) è stato un pittore italiano, detto anche Angelo di Pietro da Siena, documentato a Ferrara tra il 1444 e il 1460.

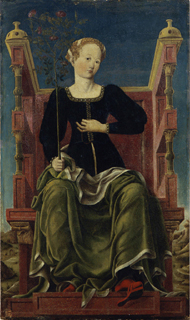
Erato, Pinacoteca nazionale di Ferrara

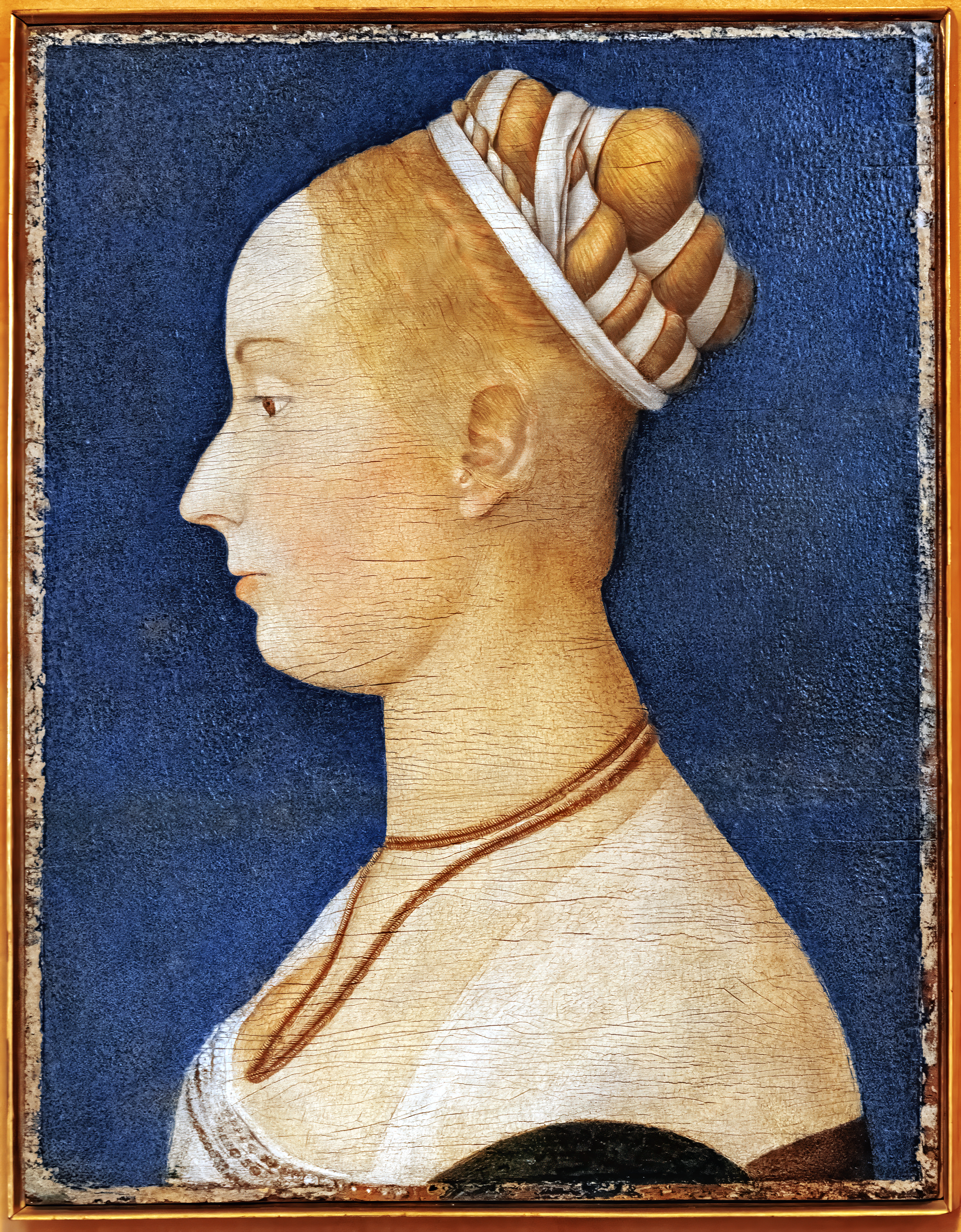
Ritratto femminile Museo Correr Venezia

L'artista di origine senese, del quale si hanno notizie molto scarse, fu pittore di corte per gli Este sotto la signoria di Leonello d'Este e poi di Borso d'Este. A lui sono attribuite alcune opere di sapore cortese dello studiolo di Belfiore, nelle quali si riscontrano spesso anche le mani di altri pittori. Ad esempio suo dovrebbe essere Erato nella Pinacoteca nazionale di Ferrara e la parte superiore di Tersicore nel Museo Poldi Pezzoli, completata poi da Cosmè Tura, suo successore.